# 市易法
市易法是王安石變法的主題之一，即漢武帝時「平準法」的擴大。
王韶最早倡「為緣邊市易」之說，平民魏繼宗上書，認為汴京的物價波動極大，建議以內藏庫錢帛置市易務于京師，王安石接受這種想法。熙寧五年（1072年）三月，頒行市易法。由政府出資金一百萬貫，在開封設「市易務」（市易司），在平價時收購商販滯銷的貨物，等到市場缺貨的時候再賣出去。同時向商販發放貸款，以財產作抵押，五人以上互保，每年納息二分。用以達到「通有無、權貴賤，以平物價，所以抑兼併也。」。市易法的實施過於急操，魏繼宗「憤惋自陳，以謂市易主者摧固掊克，皆不如初議，都邑之人不勝其怨。」